# Corbenic
 (signalé en juin 2025).
Si vous disposez d'ouvrages ou d'articles de référence ou si vous connaissez des sites web de qualité traitant du thème abordé ici, merci de compléter l'article en donnant les références utiles à sa vérifiabilité et en les liant à la section « Notes et références ».
- Archive Wikiwix
- Bing
- Cairn
- DuckDuckGo
- E. Universalis
- Gallica
- Google
- G. Books
- G. News
- G. Scholar
- Persée
- Qwant
- (zh) Baidu
- (ru) Yandex
- (wd) trouver des œuvres sur Wikidata

 (décembre 2013).
Si vous disposez d'ouvrages ou d'articles de référence ou si vous connaissez des sites web de qualité traitant du thème abordé ici, merci de compléter l'article en donnant les références utiles à sa vérifiabilité et en les liant à la section « Notes et références ».

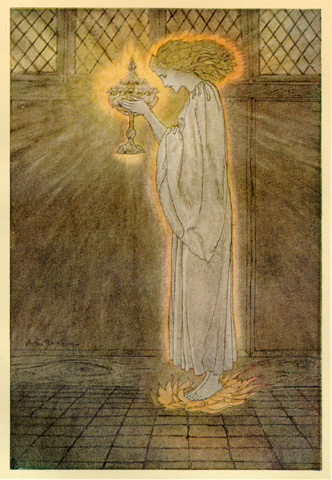
Représentation de Corbenic

Corbénic, ou Carbonek, est un lieu de la légende arthurienne, le château qui renferme le « Palais aventureux », où se trouve le Graal, comme Montsalvage. C'est la résidence de Pellés, le roi Mehaignié (aussi appelé le Roi pêcheur). Il en était une sorte de gardien.

## Histoire
Le nom de Corbénic viendrait de coir benoit, ou « corps béni » en français d'aujourd'hui, qui représenterait donc le corps du Christ. C'est Joseph d'Arimathie qui aurait ramené le Graal en Bretagne.
Corbénic est décrit comme un palais de glace, mais dans lequel existait une atmosphère chaleureuse. Le roi Pellés n'a pas pu donner aux chevaliers le mystère du Graal, car il est mort avant.

### Pages connexes
- Roi Arthur